# Eucynorta vidua
Eucynorta vidua is een hooiwagen uit de familie Cosmetidae.